# Brosk
Brosk är, vid sidan av ben, fettvävnad och olika typer av fibrös bindväv, en form av stödjevävnad eller bindväv. Brosk får ingen syretillförsel via blodkärl vilket gör att brosk har mycket dålig regenerativ förmåga. Liksom benvävnad är den viktigaste uppgiften för brosk att ge stadga åt organismen.
Brosk består främst av makromolekyler som kollagen och få celler. De celler som finns kallas för kondrocyter. De är klotformiga och innehåller hög koncentration av fett och glykogen.
Det finns tre typer av brosk:
1. Hyalint brosk - (hyalos, glasaktig, genomskinlig) har få celler och lite fibrer och är den vanligaste typen av brosk i kroppen. Hyalint brosk förekommer i lederna som ledbrosk på ledytorna.
2. Elastiskt brosk - hittas i till exempel öronsnibben, struplocket och väggarna i hörselgångarna. Elastiskt brosk liknar hyalint brosk men är mer rikt på elastin, ett protein som gör det stelt men fortfarande elastiskt.
3. Fibröst brosk (även Trådbrosk)[1] - har täta buntar av kollagen vilket gör det starkt och motståndskraftigt. Det förekommer där de krävs mycket tålighet, exempelvis är mellankotskivorna i ryggraden uppbyggda av fibröst brosk.

## Ledbrosk
Ledbrosk har vi i våra leder. Till exempel på rörben finns ledbrosk, det ena benet i en led har i regel en avrundad ledyta som heter ledhuvud. Den andra benets ledyta heter ledpanna och är skålformad. Båda ledytorna har ett tunt lager brosk, ledbrosk. Ledbrosket utgör en skyddande hinna för benändarna.